# Vibrationsbestäubung
Die Vibrationsbestäubung (im Englischen buzz pollination) ist eine besondere Bestäubungsform, die ausschließlich von Vertretern der Echten Bienen, insbesondere von Hummeln, praktiziert wird. Dabei erzeugen die Bienen oder Hummeln mit ihrem Flügelschlag Frequenzen, durch die die Pollen aus den Staubbeuteln herausgeschüttelt werden und die Tiere mit dem nur schwach verklebten Pollen einstäuben.
Pflanzen, die auf diese Weise ihre Pollen verbreiten, sind beispielsweise die Wanzenpflanzen, Stegolepis, Xiphidium, Cassia, Bittersüßer Nachtschatten und einige Regenbogenpflanzenarten.